# Pleasantville (filme)
Pleasantville é um filme americano de 1998, escrito e dirigido por Gary Ross.

## Sinopse
David Wagner (Tobey Maguire) e sua irmã Jennifer (Reese Witherspoon) são gêmeos e levam vidas bem diferentes: Jennifer se preocupa com sua popularidade enquanto David tem poucos amigos e não tem coragem de se aproximar da garota de seus sonhos. Ele passa a maior parte do seu tempo livre no sofá, assistindo a  televisão. Jennifer, por outro lado, é agressiva e sexualmente ativa. Os gêmeos, numa das cenas iniciais do filme, começam a brigar pelo controle remoto da tevê; Jennifer pretende assistir à MTV com seu namorado mas David prefere assistir à maratona de sua série favorita, Pleasantville. 
Pleasantville é uma série em preto e branco que se passa nos anos 1950. David é um especialista em cada episódio. Durante a luta entre os irmãos, o controle remoto da tevê quebra e a TV não pode ser ligado manualmente. Um misterioso técnico (Don Knotts) aparece e questiona David sobre Pleasantville antes de dar-lhe um estranho controle remoto. Eles são, então, transportados para a televisão, integrando-se à série Pleasantville. David e Jennifer agora devem fingir que são, respectivamente, Bud e Mary Sue Parker, dois dos principais personagens do espetáculo. 
Pleasantville é um lugar idealizado, a principio utópico, onde as pessoas são bem-educadas, bombeiros somente são chamados para tirar gatos de árvores e seus moradores nunca vão ao banheiro nem tampouco fazem sexo. 
A chegada dos irmãos à cidade e suas atitudes levam a drásticas mudanças, a cada sentimento despertado, a cada oposição feita, a cidade aparenta uma realidade mais parecida com a normalidade. Um fator marcante é que as cores vão aparecendo conforme os personagens passam a agir por vontade própria, iniciando por uma rosa vermelha. Lentamente, a cor vai modificando os personagens, mas nem todos aceitam bem tais mudanças.

## Elenco
- Tobey Maguire (David / Bud Parker)
- Reese Whiterspoon (Jennifer / Mary Sue Parker)
- Jeff Daniels (Bill Johnson)
- Joan Allen (Betty Parker)
- William H. Macy (George Parker)
- J.T. Walsh (Big Bob)
- Marley Shelton (Margaret Henderson)
- Natalie Ramsey (Verdadeira Mary Sue Parker)
- Kevin Connors (Verdadeiro Bud Parker)
- Giuseppe Andrews (Howard)
- Don Knotts (Técnico de TV)
- Jane Kaczmarek
- Paul Walker (Skip Martin)